# 12014 Бобгокс
12014 Бобгокс (12014 Bobhawkes) — астероїд головного поясу, відкритий 5 листопада 1996 року.
Тіссеранів параметр щодо Юпітера — 3,514.